# Frontera entre Guinea i Sierra Leone
La frontera entre Guinea i Sierra Leone és la línia fronterera de traçat nord-sud que separa el sud i est de Guinea del nord i oest de Sierra Leone a l'Àfrica central, separant les regions guineanes de Kindia, Mamou, Faranah i Nzérékoré dels regions de Sierra Leone de Nord i Est. Té 652 km de longitud. El traçat és un arc fronterer que comença al litoral de l'oceà Atlàntic en una latitud aproximada de 9º N, longitud 13º O, que va cap al nord.est al llarg del riu Great Scarcers fins a l'extrem nord (latitud aproximada 10º N) de la frontera. A partir d'ací, pren un traçat cap a l'est d'uns 200 kns, en el qual hi ha trets rectilinis en direcció als paral·lels. A les proximitats de la longitud 11º O la frontera va cap al sud-est fins al trifini entre Guinea, Sierra Leone i Libèria.
Durant la Guerra Civil de Sierra Leone tropes guineanes van ocupar la vila de Yenga, provocant una disputa fronterera en la que ha actuat com a mitjancer la Comunitat Econòmica dels Estats de l'Àfrica Occidental.